# Svetoslav Slavchev
Svetoslav Dónchev Slavchev (Lukovit, 18 de diciembre de 1926 – Sofía 13 de noviembre de 2016) es un periodista y escritor búlgaro conocido por sus cuentos y novelas de ciencia ficción y novelas policíacas.
Sus  obras de ciencia ficción más populares incluyen La fortaleza de los inmortales ("Kreposta na bezsmartnite", 1970) y las colecciones de cuentos Un rastro para Vega-Orión ("Sleda kam Vega-Orion", 1979) y Un sable de rubís ("Shpaga s rubini", 1988). 
Sus más famosas novelas criminales son: Nueve, el número de la cobra ("Devet, chisloto na kobrata", 1977) y El nombre de la muerte es Centauro ("Smartta se naricha kentavar", 1984).
Ocupando el puesto de segundo editor de la revista Cosmos, inventa y empieza a publicar los cuentos similares a adivinanzas del ahora famoso inspector de la policía Strezov.
En los últimos años de su vida se concentró en este género (que se parece al acertijo de crimen o al acertijo de lógica pero con un sabor literario mucho más destacado) y en este personaje y se publican dos antologías más: en 2002 y en 2010. Sus libros se han traducido al ruso, alemán, checo, polaco, japonés etc. 
Sus premios incluyen el premio nacional de Bulgaria para ciencia ficción Gravitón (2000). En 2018, con motivo del 50 aniversario de la creación del personaje, se publica una antología con los mejores cuentos con inspector Strezov, esta vez ilustrados por el amigo del autor, el pintor Alexander Vachkov.